# Lars Håkansson
Lars Håkansson, född 1947, är en svensk silversmed, formgivare och industridesigner. 

## Biografi
Lars Håkansson utbildade sig först på Capellagården på Öland och senare vid Skånska målarskolan i Malmö. Han började sin utbildning hos guldsmeden Elon Arenhill i Malmö och sedan hos silversmeden Sven Albrechtsson i Lund. Hos den senare fick han under fyra års tid som lärling arbeta med tillverkning av större föremål i silver som till exempel flera kyrksilveruppsättningar, altarkors och altarljusstakar samt övriga corpusarbeten. Han tillverkade också smycken i guld och silver samt utförde reparationer. Håkansson fick sitt gesällbrev 1973. Han utbildade sig därefter till industridesigner vid Konstindustriskolan (nuvarande HDK, Högskolan för design och konsthantverk) i Göteborg och utexaminerades 1978. Samma år startade han egen verksamhet som silversmed, med parallella uppdrag som industridesigner för bland annat Boda Nova. På 1980- och 90-talen hade han sin verkstad och butik på Hedmanska gården i Malmö.

### Utställningar
Lars Håkansson hade sin första separatutställning hos Malmö Industriförening 1979. Därefter ställde han ut hos Konsthantverkarna i Stockholm 1989. Utställningen recenserades i flera tidningar, bl.a. DN och Svenska Dagbladet. Citat ur Åke Livstedts recension i Svenska Dagbladet den 26 november 1989:  
"Konst är inspirerat hantverk, uttryckte sig Walter Gropius i Bauhausmanifestet 1919. Orden gäller med oförminskad styrka än i dag. De känns aktuella när man ser Lars Håkanssons silverutställning på Konsthantverkarna. ... Denna lilla debututställning upplevs som en av de minnesrikaste under säsongen". 
2004 hade han sin andra större separatutställning, Kropp och konstruktion , hos Nutida Svenskt Silver. Även denna utställning uppmärksammades i dagspress och andra tidningar.  2013 visades en kombinerad retrospektiv- och separatutställning, Sinnligt och sakligt, på Kulturen  i Lund. Mailis Stensman skrev en omfattande artikel i tidskriften Svenskt Konsthantverk nr  3-4 2013 om denna utställning. Citat:
"Det blev industriell design för Lars Håkansson ... vilket förmodligen gav det särskilda kunnandet i konstruktivt byggande. För det som karaktäriserar hans säregna och fascinerande formspråk är just byggandet med olika formelement. Bärande och vilande volymer bygger upp kompositionerna. Ytorna är behandlade på olika sätt och ibland spänner volymerna spänstiga bågar, som vore det över stora inglasade torg. Det är arkitektur i det lilla formatet ..." 
Sommaren 2019 visades Lars Håkanssons silver på Skulpturfabriken i Boge på Gotland.  
Under 1980- och 90-talen deltog Håkansson i flera stora samlingsutställningar i Sverige och utomlands. Av dessa kan nämnas Svenskt silver idag på Nationalmuseum  i Stockholm och Contemporary Swedish Silver på DUX Interior Gallery i New York 1982, Nutida Svenskt Silvers jubileumsutställning på Nationalmuseum samt Hommage à la maine på Svenska institutet i Paris 1983, Arte na Suécia på moderna museerna i Sao Paulo och Rio de Janeiro samt Svenskt silver idag på konstindustrimuseerna i Helsingfors och Oslo 1984, utställning av stipendiater från Konsthantverkarnas vänner på Gummesons galleri i Stockholm 1985, Konsthantverk III på Kulturhuset i Stockholm 1986, Ting äger rum på LIljevalchs konsthall i Stockholm 1988, Nordform i Malmö 1990 och Swedish Contemporary Crafts i Japan 1997. 2006-2008 var Lars Håkansson representerad i Röhsska museets vandringsutställning Five Centuries of Swedish Silver som visades bl.a i USA , Kanada och Kina .  

#### Representerad
Lars Håkanssons verk finns i samlingarna hos flera museer som t.ex. Nationalmuseum, Stockholm, Designmuseum Danmark, Köpenhamn, Röhsska museet, Göteborg, Malmö Museer, Kulturen , Lund, Regionmuseet Kristianstad, Helsingborgs museer, Östergötlands länsmuseum samt i svenska och utländska privatsamlingar.   

#### Stipendier
Han har erhållit flera stipendier och utmärkelser som t.ex. flertalet statliga konstnärsbidrag, Konsthantverkarnas vänners stipendium 1982, Lunds kommuns kulturstipendium 1983, Hanna och Ernst Norlind-stipendiet 1987, Feminas resestipendium 1988, Den Första S:t Johannislogens fond 1990 och Slöjdföreningens i Göteborg stipendium 1991.
År 2016 erhöll Lars Håkansson Region Skånes kulturpris .  
Offentliga verk av Lars Håkansson är en kyrksilveruppsättning till Charlottenborgs kyrka i Motala 1995, vilken kompletterades 2010 med en dopkanna. Han har också utfört Malmö Stads borgmästarkedja år 1998.